# Francesco Podesti
Francesco Podesti, né le 21 mars 1800 à Ancône et décédé le 10 février 1895  à Rome est un peintre italien considéré à la fois comme néoclassique et de la mouvance du Romantisme Historique.
Peintre très prolifique, il a réalisé de nombreux portraits de prélats, des sujets mythologiques et historiques, ainsi qu’un certain nombre de fresques à Ancône, au Vatican et dans les Eglises les plus importantes de Rome.

## Biographie
Francesco Podesti est né le 21 mars 1800 à Ancône, d'une famille modeste. Il étudie à Pavie, il a treize ans, quand sa mère meurt, et seize quand son père meurt à son tour.
Il étudie par la suite à l'Accademia di San Luca (fondée par Federico Zuccari) à Rome, puis Francesco Podesti devient l'élève de Gaspare Landi et de Vincenzo Camuccini. Il est aidé financièrement par le sculpteur Antonio Canova, qui devient également son maître. Il y fait la connaissance de Jacques-Louis David avec lequel il partage sa vision de la Peinture.
Il peint pour la ville Ancône en 1824.
En 1826, il voyage à travers l'Italie.
Il retourne à Rome en 1835 et 1836 où il se spécialise dans la peinture de Fresques. Il devient membre de l'Accademia di San Luca en 1835.
Par la suite, il se spécialise dans les portraits de nobles et de cardinaux. Il peint également pour la maison de Savoie, à Turin, il se marie avec Clotilde Cagiati avec qui il a 6 enfants.
Sa grande toile (385x510 cm) du Serment des Ancônitains fut récompensée à l’Exposition universelle de Londres de 1851 puis à l’Exposition universelle de Paris de 1855, et en 1856. L’œuvre lui vaudra une grande renommée et l’inscription parmi la ville patricienne
En 1855, il est chargé de peindre le hall de la basilique Sainte-Marie-Majeure au Vatican, travail qui dura 11 ans.
Sa femme meurt en 1865, il réalise à la suite de cela son unique sculpture pour sa tombe sur le Campo Verano. En 1870, Martyre de Saint-Sébastien puis Stamira, en 1877.
Francesco Podesti meurt à Rome en 1896.

## Œuvres

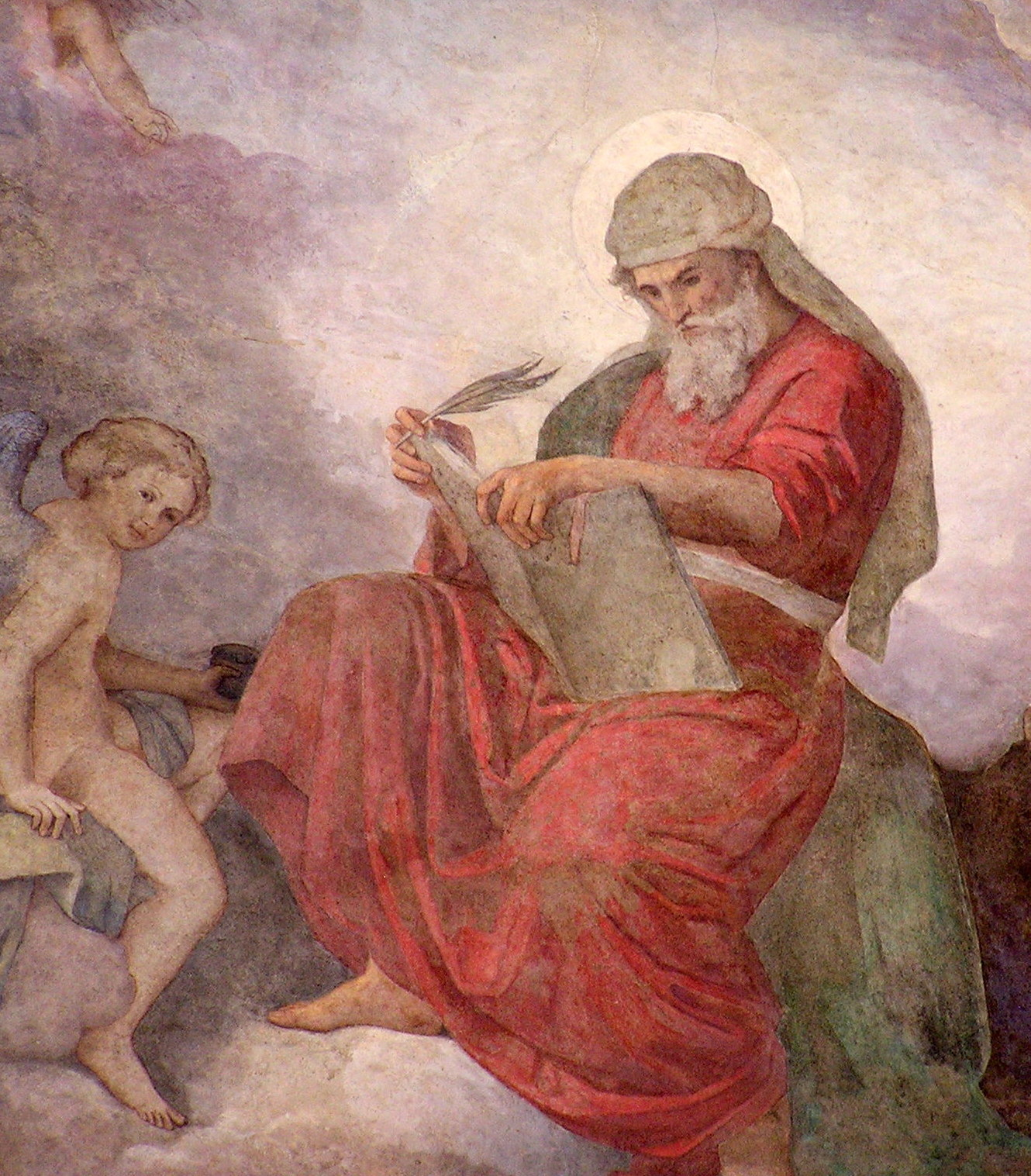
Saint Marc dans la Fresque de l’église du Saint Sacrement, à Ancône
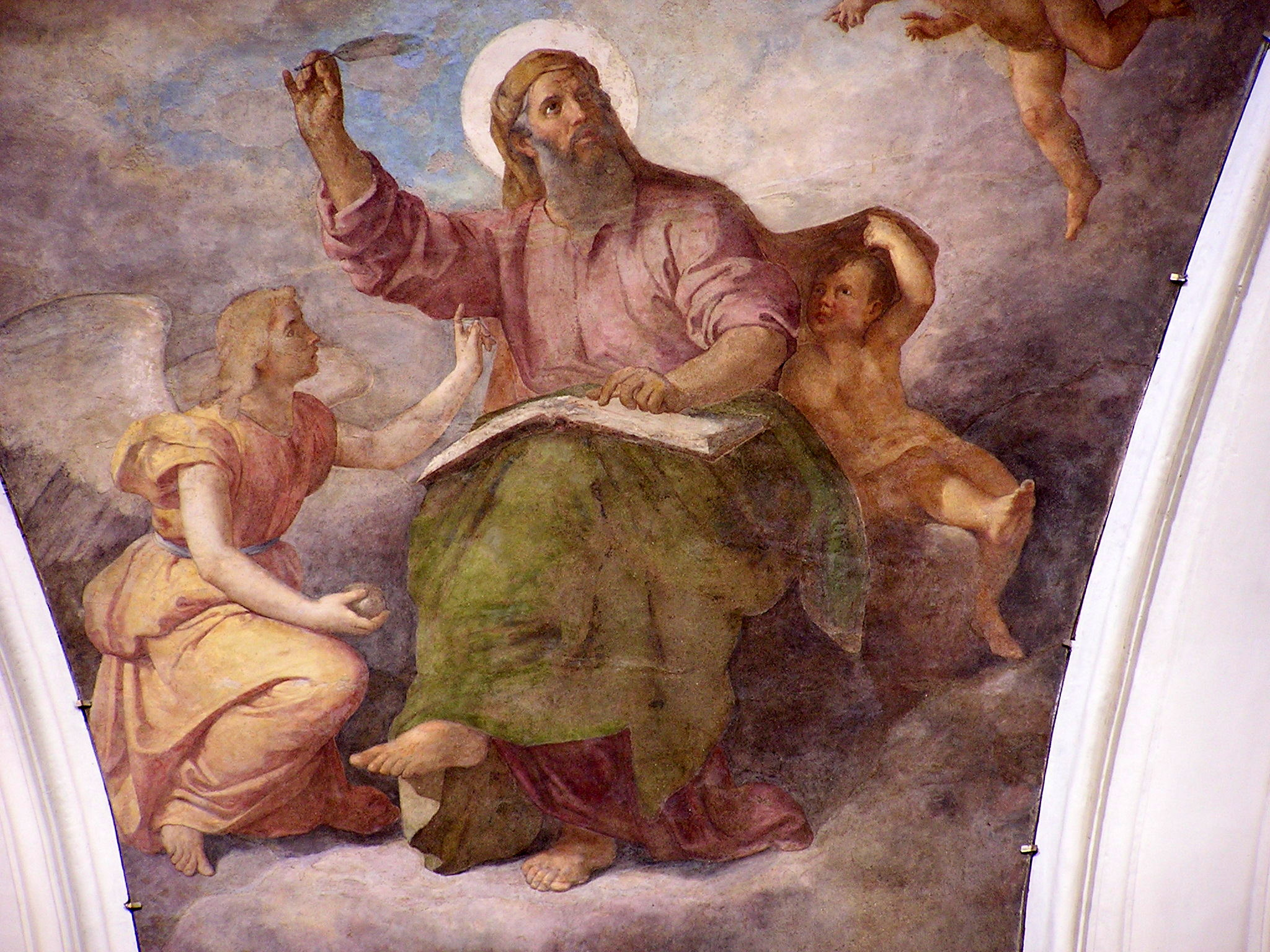
saint Matthieu dans la Fresque de l’église du Saint Sacrement à Ancône.
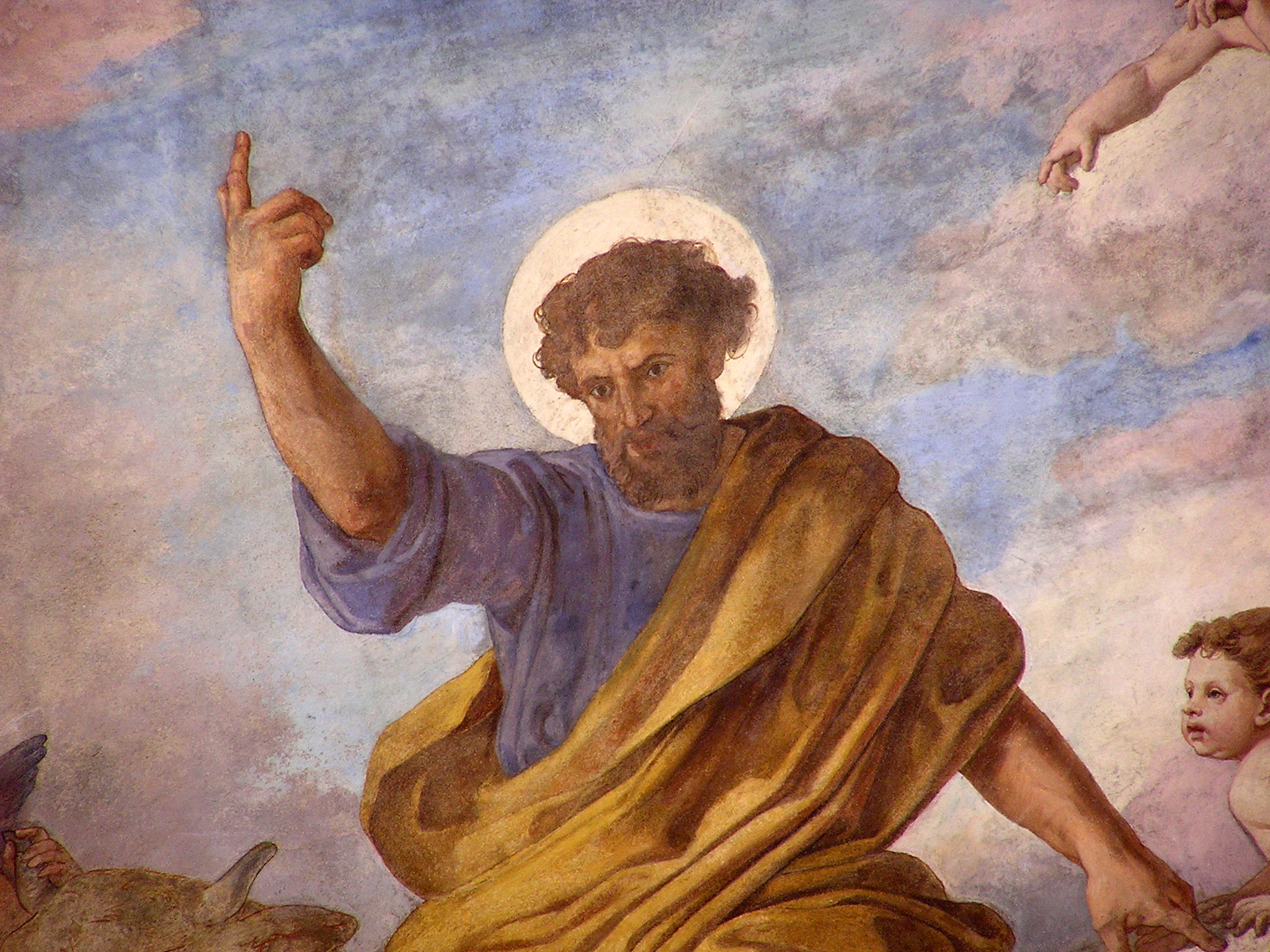
Saint Luc dans la Fresque de l’église du Saint Sacrement, à Ancône.
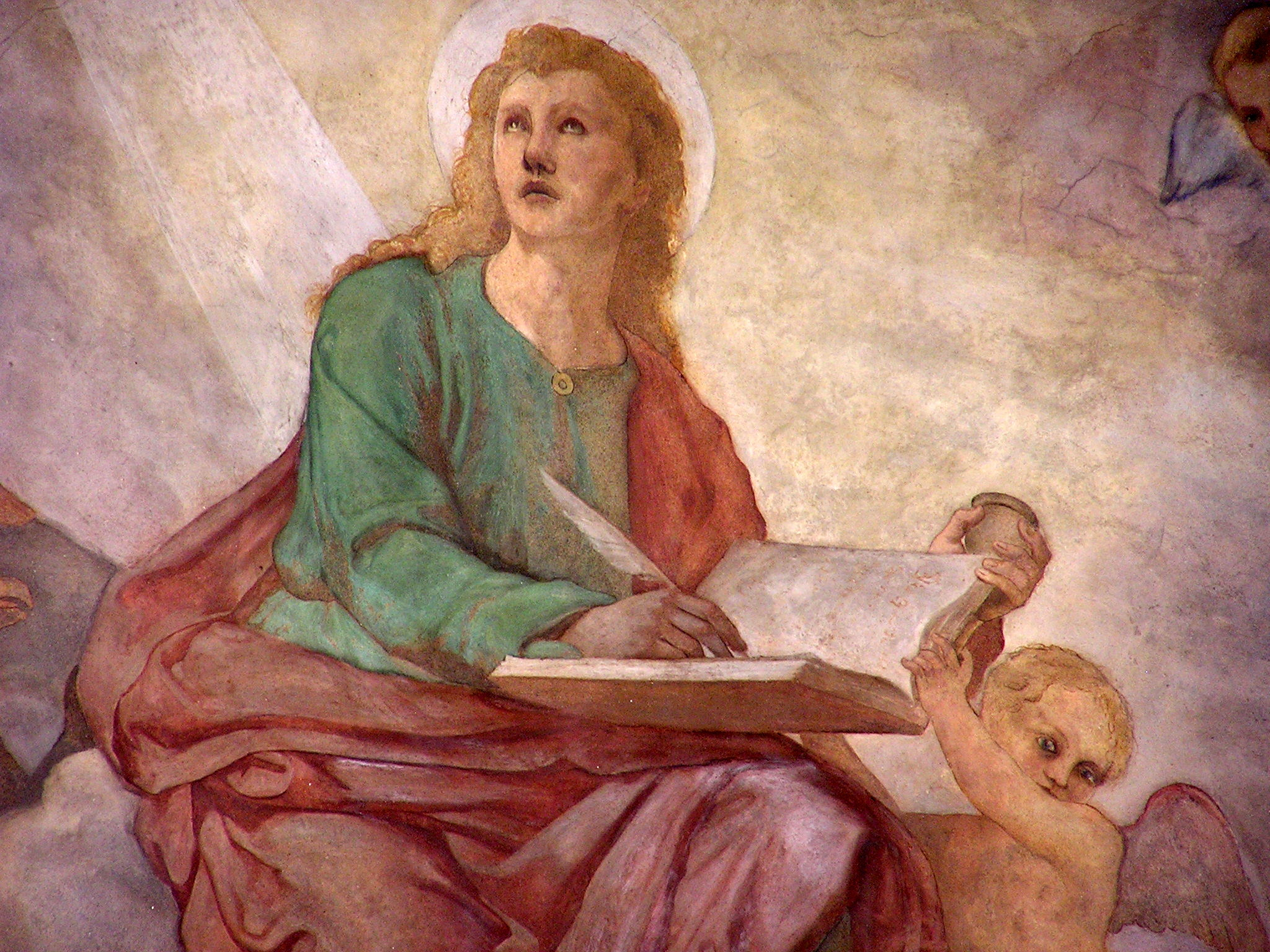
Saint Jean dans la Fresque de l’église du Saint Sacrement à Ancône.

- Etéocle et Polinice , 1824 (Pinacothèque Civique Francesco Podesti d'Ancône )
- Ritratto di Mariano Plomer (Pinacothèque Civique Francesco Podesti d'Ancône)
- Torquato Tasso déclamant la Jérusalem Libérée (Pinacothèque Civique Francesco Podesti d'Ancône )
- Il Serment des Ancônitains , env.1850, (Pinacothèque Civique Francesco Podesti d'Ancône )

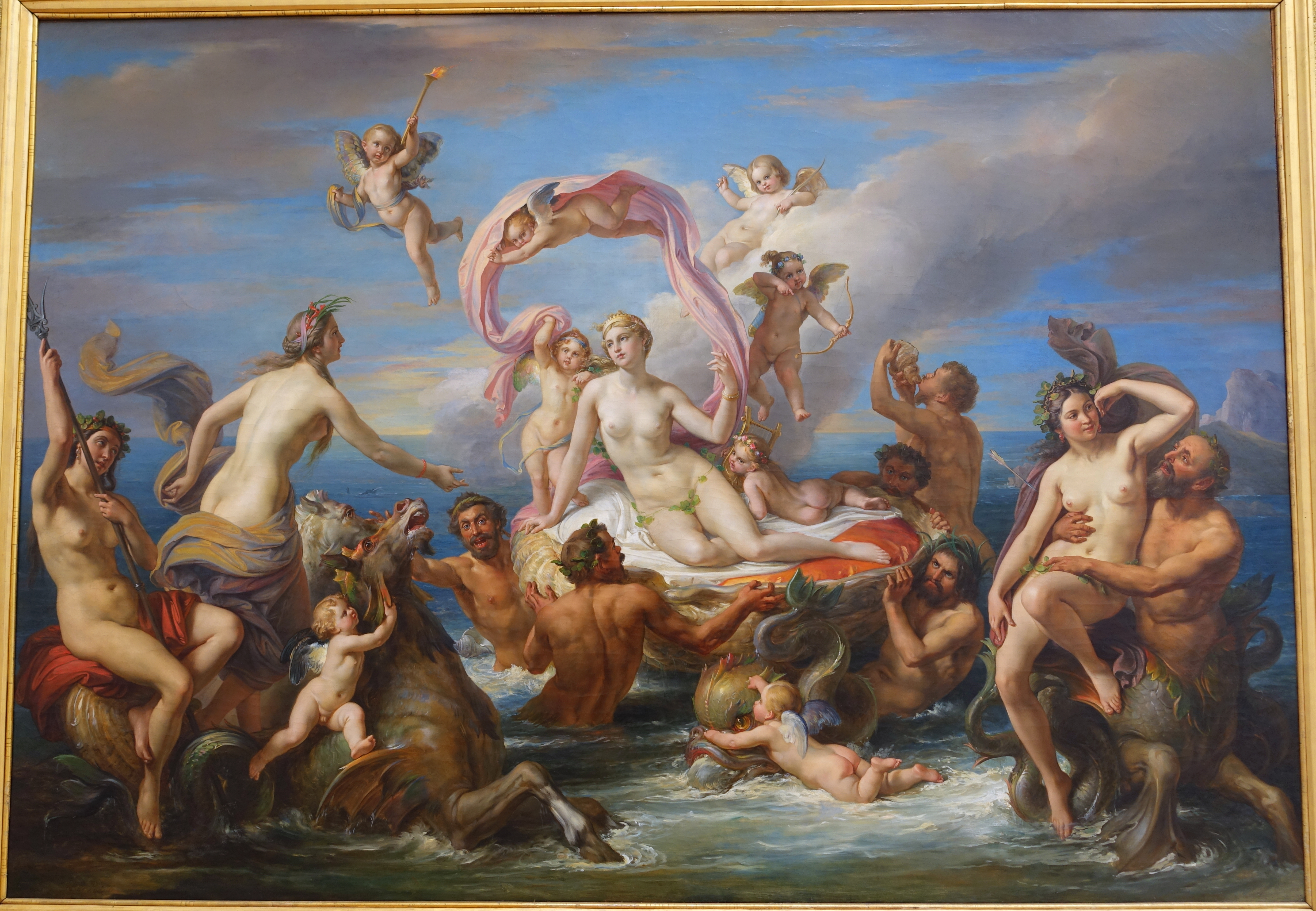
Le Triomphe de Vénus, Galerie nationale d’Art Moderne de Rome

- Portrait de Giuseppe Girometti , 1831, (Galleria nazionale d'arte moderna de Rome )
- La Rencontre de Vénus et Galatée, 1854, (Galleria nazionale d'arte moderna de Rome)
- Le Triomphe de Vénus (Galleria nazionale d'arte moderna de Rome)
- Portrait du cardinal Angelo Mai (Mairie de Bergamo)
- Les déclamateurs du Decameron (Musée civique Luigi Bailo de Trévise)
- Torquato Tasso à Ferrare (Brescia, Musée Civique d’Art et d'Histoire)
- Jugement de Salomon (Palais Royal de Turin )
- Leonard présentant l’idée du cénacle à Ludovic le More (Reggia di Caserta )
- Portraits des Marquis Busca , huile sur toile, 1825 (collection privée)
- Portrait de la poétesse Elizabeth Barrett Browning avec son petit-fils Robert (Galleria d'Arte Moderna di Palazzo Pitti , Florence)
- Fresques en l’église du saint-Sacrement à Ancône.

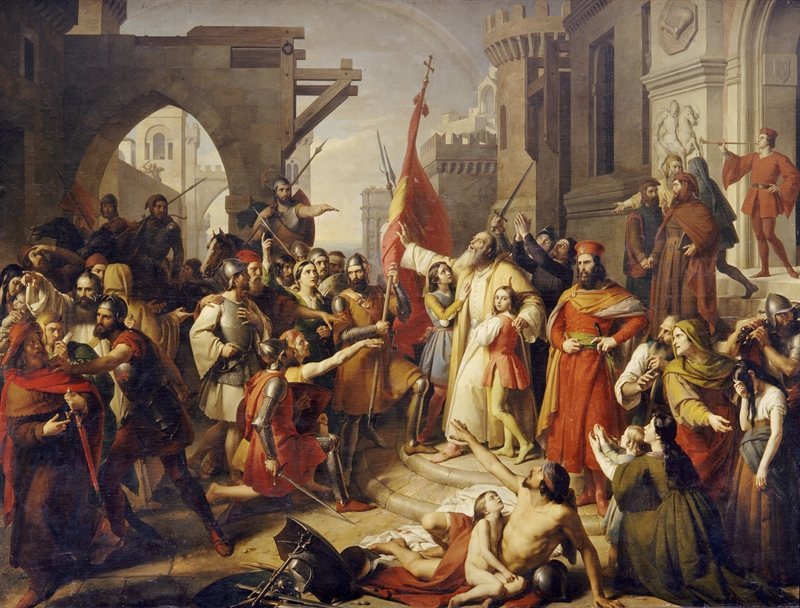
Le Serment des Ancônitains

- Fresque du Martyre de Saint Stéphane , 1851, (Basilique Saint-Paul-hors-les-Murs à Rome )
- Fresque du Martyre de Saint Sébastien , 1870 (Basilique San Maurizio à Imperia )
- Stamira incendiant les machines ennemies , 1877 (résidence civique de Bertinoro )
- Jésus-Christ en gloire avec San Faustino et Santa Giovita, 1844 (Duomo de Chiari )
- L'Olimpo, esquisse préparatoire pour une fresque (Pinacothèque civique de Fabriano )
- Chapelle de Santo Stefano dans la Basilique San Paolo fuori le Mura , Rome.
- Le Hall de la Basilique Sainte Marie Majeure, Rome.

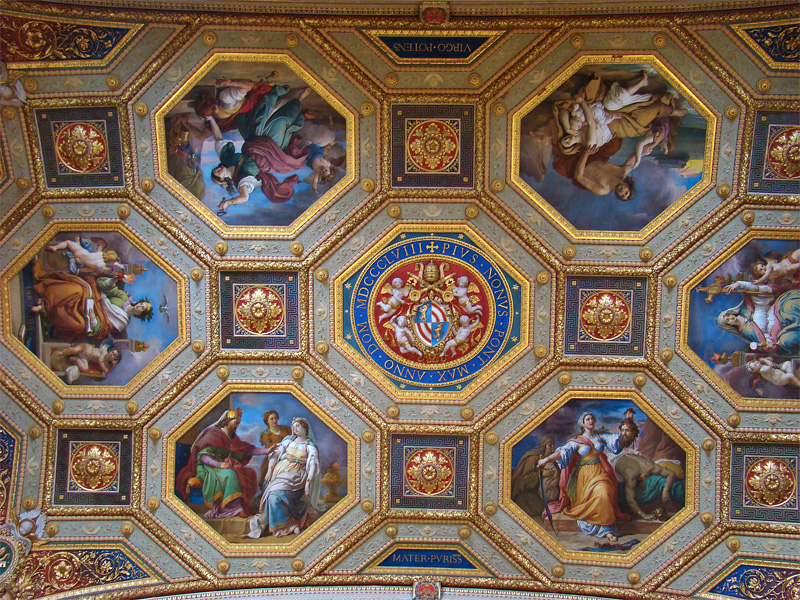
Fresques du Plafond de la salle de l’Immaculée, Musées du Vatican  - Fresque, plafond salle de l'Immacolata, musée du Vatican.
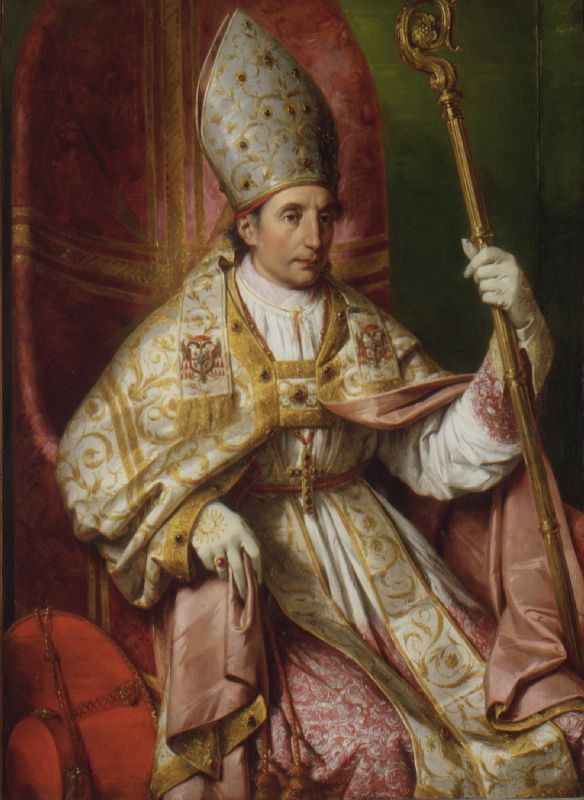
Portrait du Cardinal Cesare Nembrini Pironi Gonzague
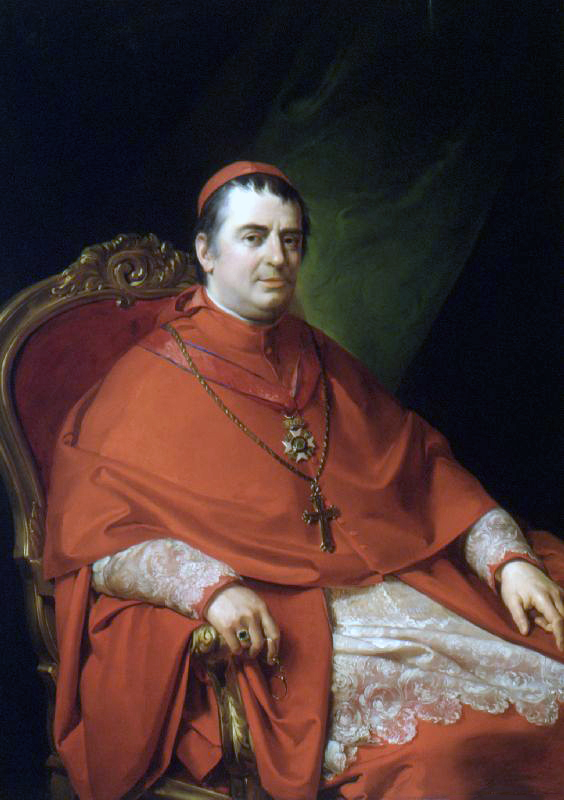
Portrait du Cardinal Ferretti
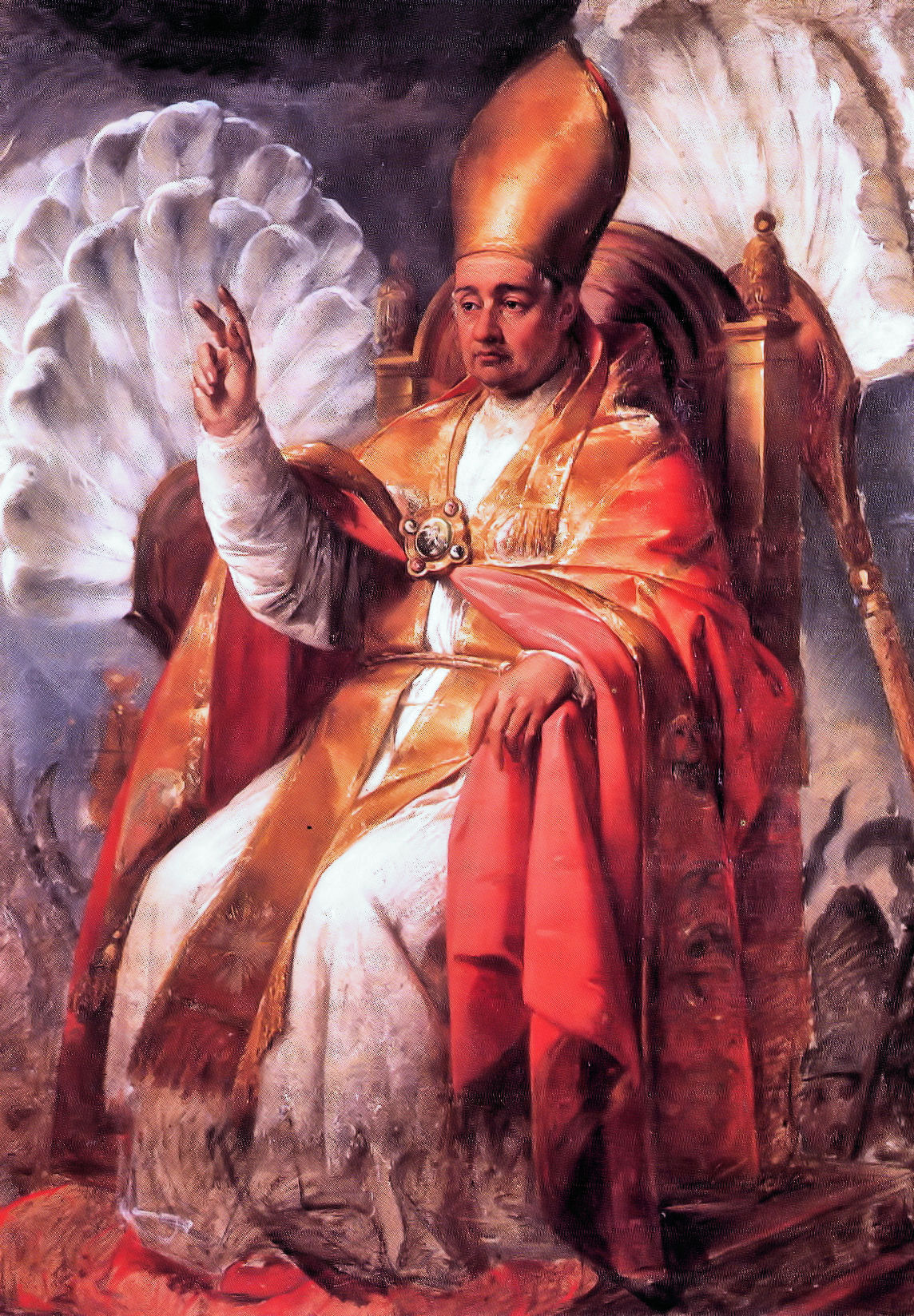
Portrait du Pape Grégoire XVI
  - Portrait du Cardinal Cesare Nembrini Pironi Gonzague
  - Portrait du Cardinal Ferretti
  - Portrait du Pape Grégoire XVI

## Liens externes

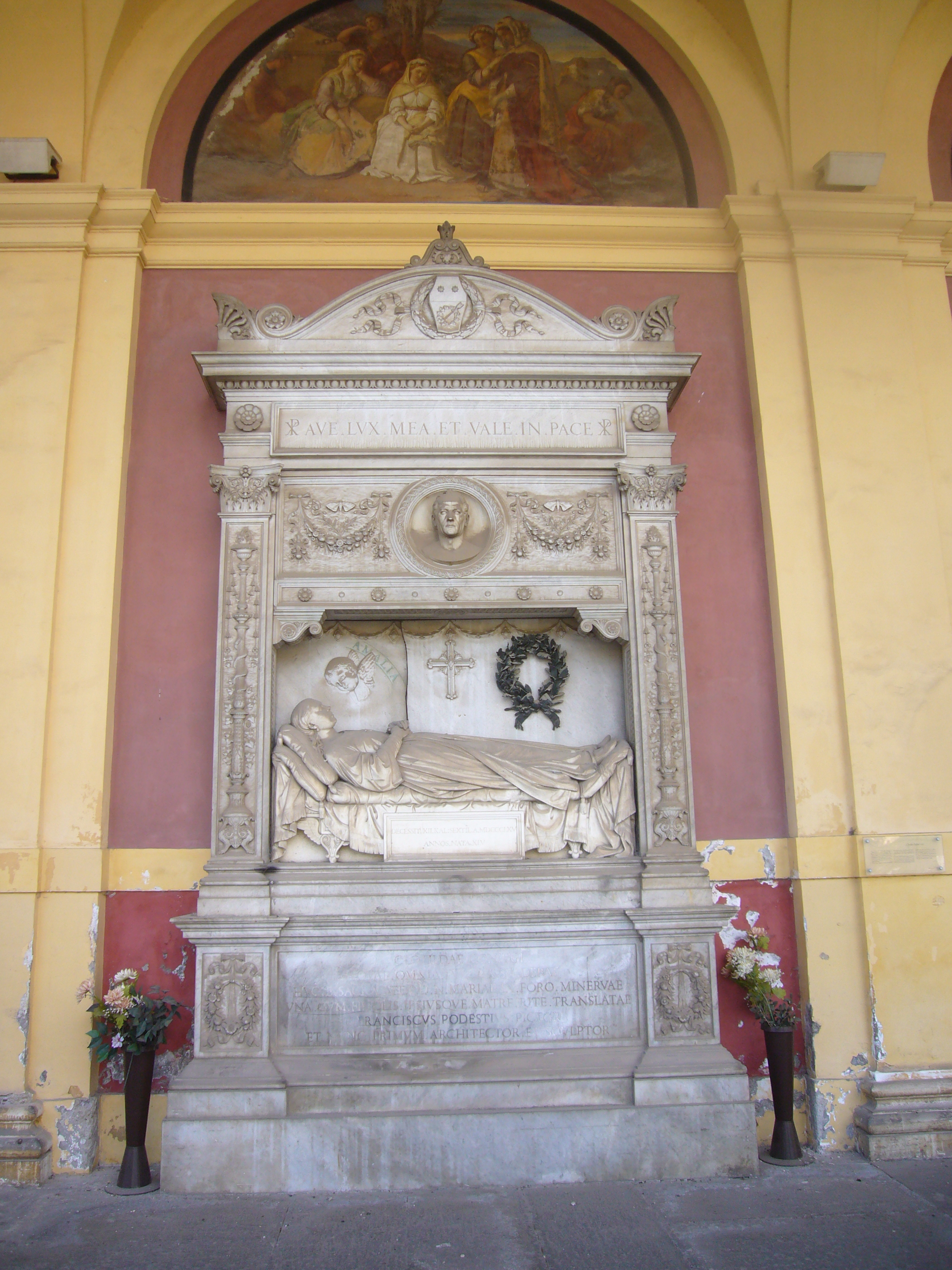
Tombe de Clotilde Podesti, cimetière du Verano à Rome.

## Liens
- Peintres nés dans les Marches